# Dreamer (singel Ozzy’ego Osbourne’a)
Dreamer – singel brytyjskiego wokalisty i muzyka Ozzy’ego Osbourne’a, pochodzący z wydanego 16 października 2001 roku albumu Down to Earth. Został wydany w formacie CD w 2001 roku w Stanach Zjednoczonych i Japonii nakładem, odpowiednio, Epic Records i Sony Records Int’l, oraz 2 września 2002 roku w Europie nakładem Epic Records. Singel dotarł do 10. miejsca notowania Mainstream Rock Tracks, publikowanego przez tygodnik Billboard.

## Opis i geneza
Utwór jest balladą rockową. W swym tekście opisuje wizję-marzenie podmiotu lirycznego na temat lepszego świata dla jego dzieci, w którym będą szczęśliwe i bezpieczne. Ozzy Osbourne napisał utwór pod koniec lat 90. XX wieku, jednak zdecydował się na jego opublikowanie dopiero po atakach terrorystycznych z 11 września 2001 roku, umieszczając go jako trzecią ścieżkę na albumie Down to Earth.
Tytuł utworu, „Dreamer” (pol. „Marzyciel”), odnosi się do wersu z piosenki „Imagine” Johna Lennona, w którym Lennon określa siebie jako marzyciela („You may say I’m a dreamer, but I’m not the only one”; pol. „Możesz powiedzieć, że jestem marzycielem, ale nie jestem jedyny taki”). Sam Ozzy Osbourne w adnotacji dołączonej do box setu Prince of Darkness nazwał utwór swoim „Imagine”. Artysta wielokrotnie mówił, że John Lennon jest jego bohaterem, z kolei zespół, w którym Lennon przez wiele lat występował, The Beatles, miał na niego ogromny wpływ. Obecne w tekście „Dreamer” wyrażenie „After all there’s only just the two of us” (pol. „Wreszcie jest tylko nas dwoje”) uważane jest za ukłon w stronę piosenki The Beatles „Two of Us”, którą z kolei wielu uznaje za zadedykowaną przez Paula McCartneya Johnowi Lennonowi.

## Teledysk
Teledysk do utworu „Dreamer” powstał w 2002 roku. Za jego reżyserię odpowiadał Rob Zombie, z kolei za produkcję firma FM Rocks. Fabuła 5-minutowego klipu koncentruje się na Ozzym Osbourne’ie. W początkowej części klipu idzie on przez miejsce, w którym pada śnieg, zaś później jest ukazany w pomieszczeniu jak śpiewa, stojąc przed parą okien, podczas gdy jego zespół: gitarzysta Zakk Wylde, basista Robert Trujillo, klawiszowiec Tim Palmer i perkusista Mike Bordin, gra wokół niego.

## Lista utworów
Opracowano na podstawie materiału źródłowego.
Wydanie CD amerykańskie i japońskie
| Nr | Tytuł utworu | Słowa                                        | Długość |
| -- | ------------ | -------------------------------------------- | ------- |
| 1. | „Dreamer”    | Marti Frederiksen, Mick Jones, Ozzy Osbourne | 4:45    |

Wydanie CD europejskie
| Nr | Tytuł utworu                 | Słowa                                        | Długość |
| -- | ---------------------------- | -------------------------------------------- | ------- |
| 1. | „Dreamer (Album Version)”    | Marti Frederiksen, Mick Jones, Ozzy Osbourne | 4:45    |
| 2. | „Black Skies”                | Jack Blades, Neal Schon                      | 5:20    |
| 3. | „Dreamer (Acoustic Version)” | Marti Frederiksen, Mick Jones, Ozzy Osbourne | 4:33    |
| 4. | „Dreamer (Video)”            |                                              | 4:45    |
|    |                              |                                              | 19:23   |

## Twórcy
Opracowano na podstawie materiału źródłowego.
Muzycy
- Ozzy Osbourne – wokal
- Zakk Wylde – gitara
- Robert Trujillo – gitara basowa
- Tim Palmer – instrumenty klawiszowe
- Mike Bordin – perkusja

Produkcja
- Tim Palmer – produkcja muzyczna, miksowanie
- Mark Dearnley – inżynieria

## Notowania na listach przebojów
| Lista (2002–2003)                   | Pozycja |
| ----------------------------------- | ------- |
| Austria (Ö3 Austria Top 40)         | 2       |
| Dania (Tracklisten)                 | 3       |
| Finlandia (Suomen virallinen lista) | 13      |
| Niemcy (Offizielle Deutsche Charts) | 2       |
| Irlandia (Top 100 Singles)          | 24      |
| Holandia (Nederlandse Top 40)       | 19      |
| Holandia (Single Top 100)           | 15      |
| Szwajcaria (Singles Top 100)        | 10      |
| Wielka Brytania (UK Singles Chart)  | 18      |

| Lista (2002)                        | Pozycja |
| ----------------------------------- | ------- |
| Austria (Ö3 Austria Top 40)         | 27      |
| Europa (Eurochart Hot 100 Singles)  | 48      |
| Niemcy (Offizielle Deutsche Charts) | 14      |
| Szwajcaria (Singles Top 100)        | 74      |

## Certyfikaty
| Region                 | Certyfikat |
| ---------------------- | ---------- |
| Austria (IFPI Austria) | złoto      |
| Niemcy (BVMI)          | złoto      |